# Max Mucha
Max Mucha (* 27. September 1989 in Częstochowa) ist ein polnischer Jazzmusiker (Kontrabass, Bassgitarre).

## Wirken
Mucha studierte an der Musikakademie Katowice und am Jazz-Institut Berlin. Seitdem ist er in der polnischen und europäischen Szene aktiv; so arbeitete er mit Dominik Wania, Logan Richardson, Adam Struga, Elias Stemeseder, Piotr Damasiewicz, Saara Wallraf, Kuba Więcek und Laura Winkler zusammen. Im Trio mit Sebastian Gille und Ivars Arutyunyan nahm er 2016 das Album Lights & Shadows auf. Gemeinsam mit Michał Bryndal gehörte er zum Trio von Joanna Duda (Fumitsuke). Als Bassgitarrist war er 2020 an dem Auftritt von SBB mit dem Nationalen Symphonieorchester des Polnischen Rundfunks beteiligt (Z Miłości Jestem – Live). Er ist auf Festivals wie dem Moers Festival, JazzFest Berlin, Cully Jazz Festival oder dem Delhi Jazz Festival aufgetreten. Weiterhin ist er auf Alben mit dem Arek Skolik Special Trio (Detour Ahead), Dima Bondarev (I’m Wondering), dem Dominik Wania Trio, Igor Osypov Quartet, Erase, Inner Spaces, Jarek Bothur Quartet, Power of the Horns, WeBand, Simon Kanzler (Double Identity), Szymon Mika Trio (Unseen), Jerzy Małek (Black Sheep), dem Tomasz Sroczyński Trio und dem Grzegorz Tarwid Trio (Flowers) zu hören.

## Diskographische Hinweise
- Gille/Mucha/Arutyunyan Lights & Shadows (For Tune 2017)
- Kuba Płużek Quartet Froots (For Tune 2017; mit Marek Pospieszalski, Dawid Fortuna)[3]
- Kuba Więcek / Ralph Alessi / Mateusz Gawęda / Max Mucha / Moritz Baumgärtner: Berry (Audio Cave 2019)